# Yeni Hatay Stadyumu
Yeni Hatay Stadyumu – stadion piłkarski na przedmieściach Antiochii, w Turcji. Został otwarty 25 czerwca 2021 roku. Może pomieścić 25 000 widzów. Swoje spotkania rozgrywają na nim piłkarze klubu Hatayspor.
Budowa stadionu rozpoczęła się w 2016 roku, a jego otwarcie, z udziałem prezydenta Turcji Recepa Tayyipa Erdoğana, miało miejsce 25 czerwca 2021 roku. Gospodarzem obiektu jest klub Hatayspor, przed otwarciem nowej areny grający na stadionie im. Atatürka, który położony był znacznie bliżej centrum miasta.